# Vesnický kostel (Lichtenhain)
Vesnický kostel (německy Dorfkirche) v Lichtenhainu (místní část velkého okresního města Sebnitz) pochází z let 1696–1697. Barokní sakrální stavba stojí na návsi, obklopena zrušeným hřbitovem. Náleží k Evangelicko-luterské církevní obci Sebnitz-Hohnstein a je pravidelně využívána k bohoslužbám.

## Historie
Vesnice Lichtenhain je v písemných pramenech poprvé zmiňovaná roku 1409, založena však byla dříve. Nejpozději v 15. století již měla svůj vlastní farní kostel umístěný na návsi a obklopený hřbitovem. Do roku 1459 spadal pod Lichtenhain filiální kostel v Bad Schandau zasvěcený Panně Marii, předchůdce dnešního kostela svatého Jana. V letech 1696–1697 jej nahradil prostornější barokní chrám. Vnitřní vybavení pochází z doby výstavby kostela, varhany jsou novodobé. Kostelní hřbitov zanikl po roce 1871 poté, co na jižním okraji Lichtenhainu vyrostl nový obecní hřbitov s márnicí. Mezi lety 2014 a 2018 prošel vesnický kostel postupnou rekonstrukcí. Došlo na výměnu několika oken, opravu fasády, střešní krytiny a nakonec hlavních dveří. V roce 2020 byly za částku 36 000 € restaurovány varhany.
Lichtenhainský kostel náleží k Evangelicko-luterské církevní obci Sebnitz-Hohnstein. Bohoslužby se zde konají pravidelně, zpravidla jednou do měsíce. Je chráněn jako kulturní památka pod číslem 09254546.

## Popis
Orientovaný sálový kostel je jednolodní. Stojí na obdélném půdorysu s trojbokým závěrem. Z průčelí vybíhá obdélníková předsíň s hlavním vchodem. Fasády jsou jednoduché, sytě žluté. Okna zakončuje půlkruhový oblouk, vitráže pocházejí z doby kolem roku 1900. Ze střechy kryté břidlicí vybíhá nízký sanktusník opatřený žaluziovými okny. Zdobený oltář, vyrobený v letech 1696–1697, pochází od žitavského sochaře Johanna Konrada Edelwehra. Oltářní obraz znázorňuje obětování Izáka. V medailonu nad ním je umístěn Bůh-Otec s malým Ježíšem Kristem. K nejstarším částem mobiliáře patří také kazatelna a pískovcová křtitelnice. Vedle kazatelny se nachází portrét Daniela Struze z roku 1715, stavitele, který kostel přestavoval. Na nepravidelné empoře s dvoupatrovou galerií jsou umístěny varhany z roku 1928. Nástroj z drážďanské dílny bratří Jehmlichových má dva manuály a 13 rejstříků. Tři zvony pochází z roku 1650.

## Galerie

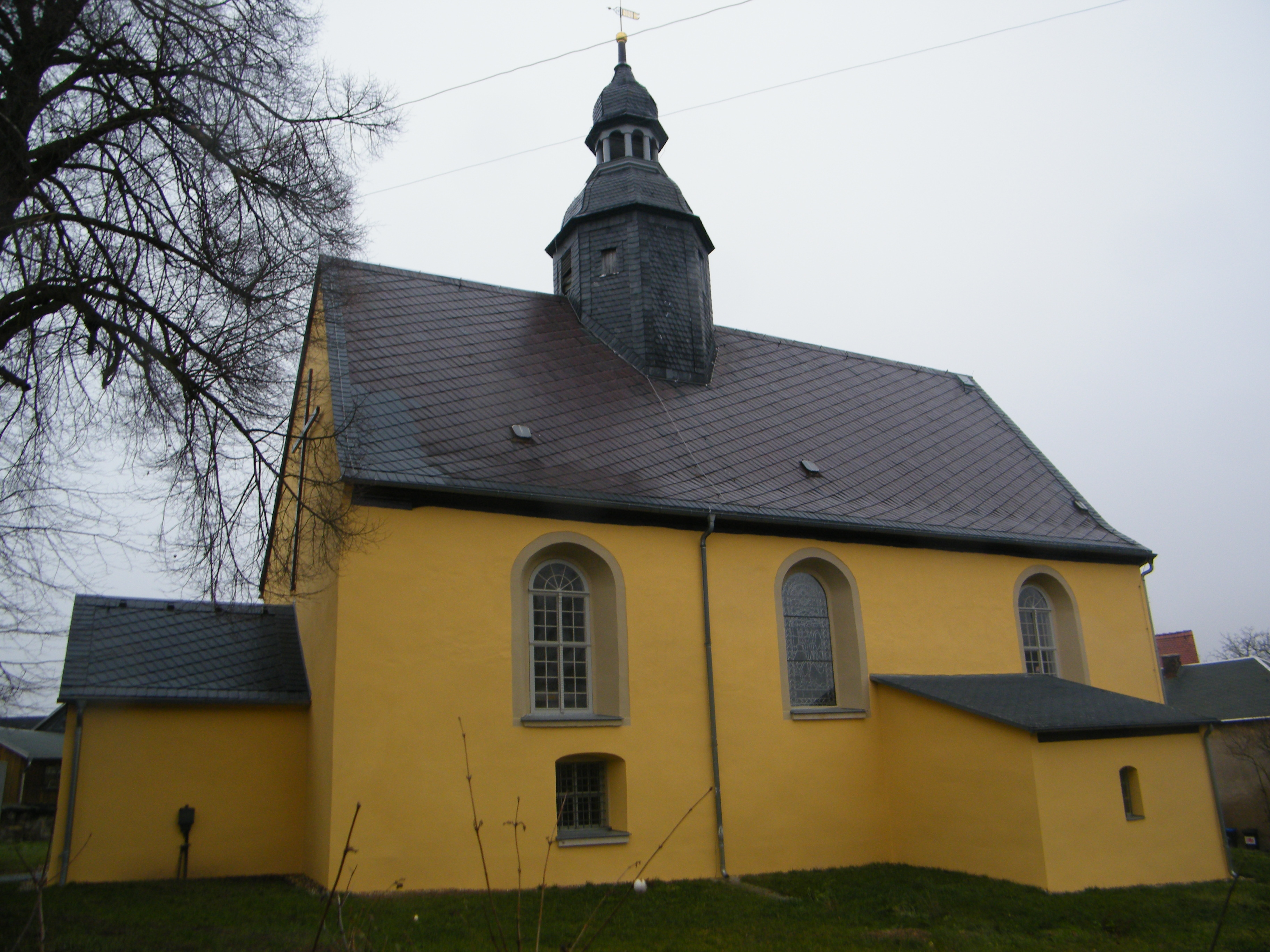
Jižní stěna po rekonstrukci
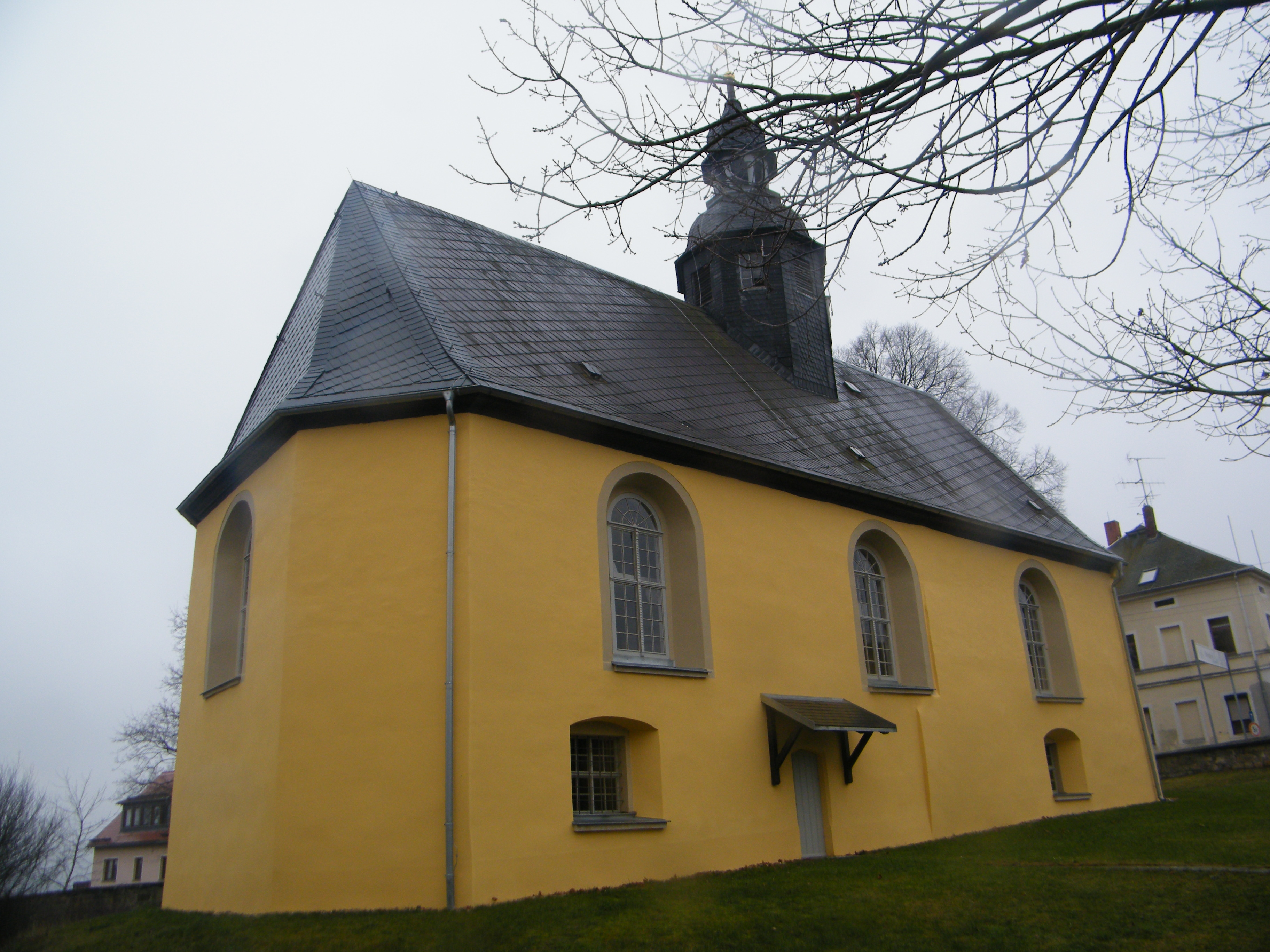
Severní stěna se závěrem po rekonstrukci
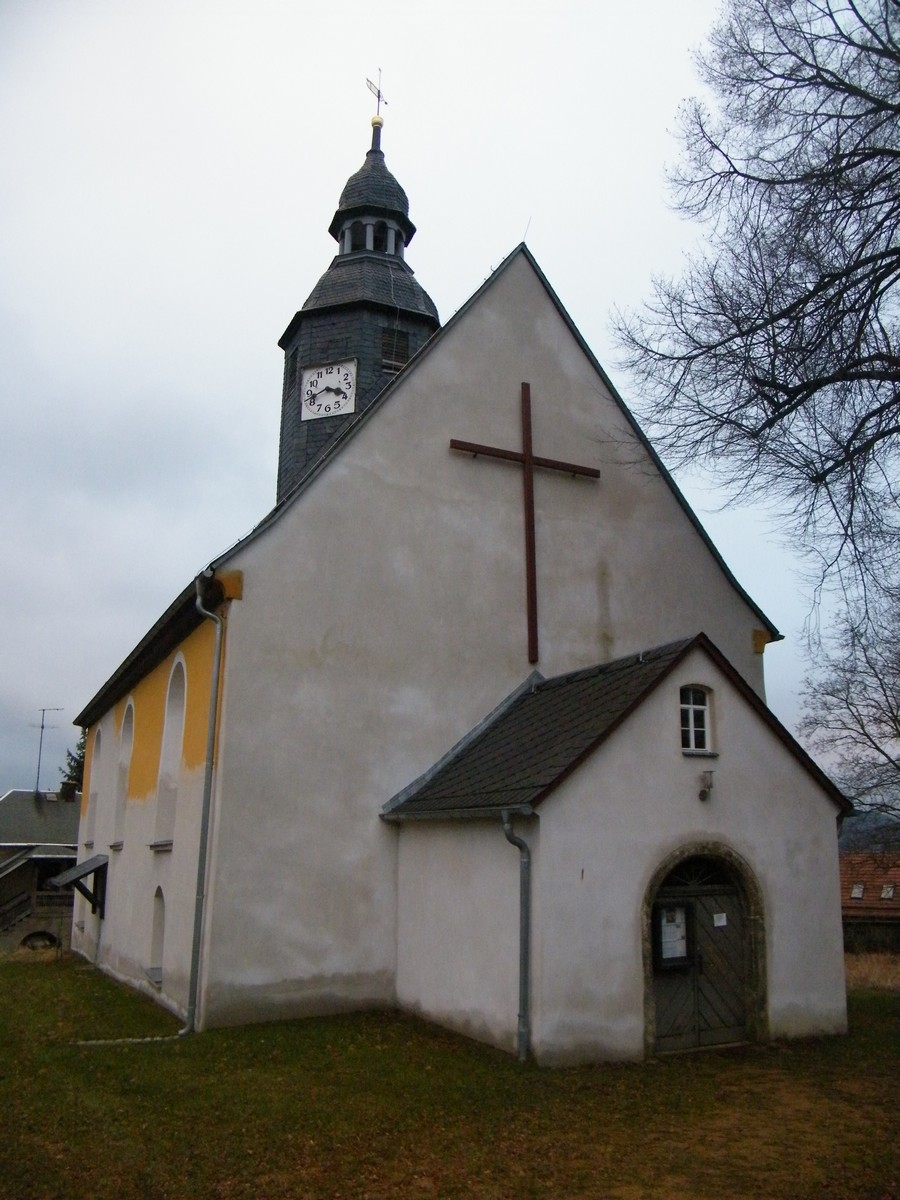
Průčelí s předsíní před rekonstrukcí
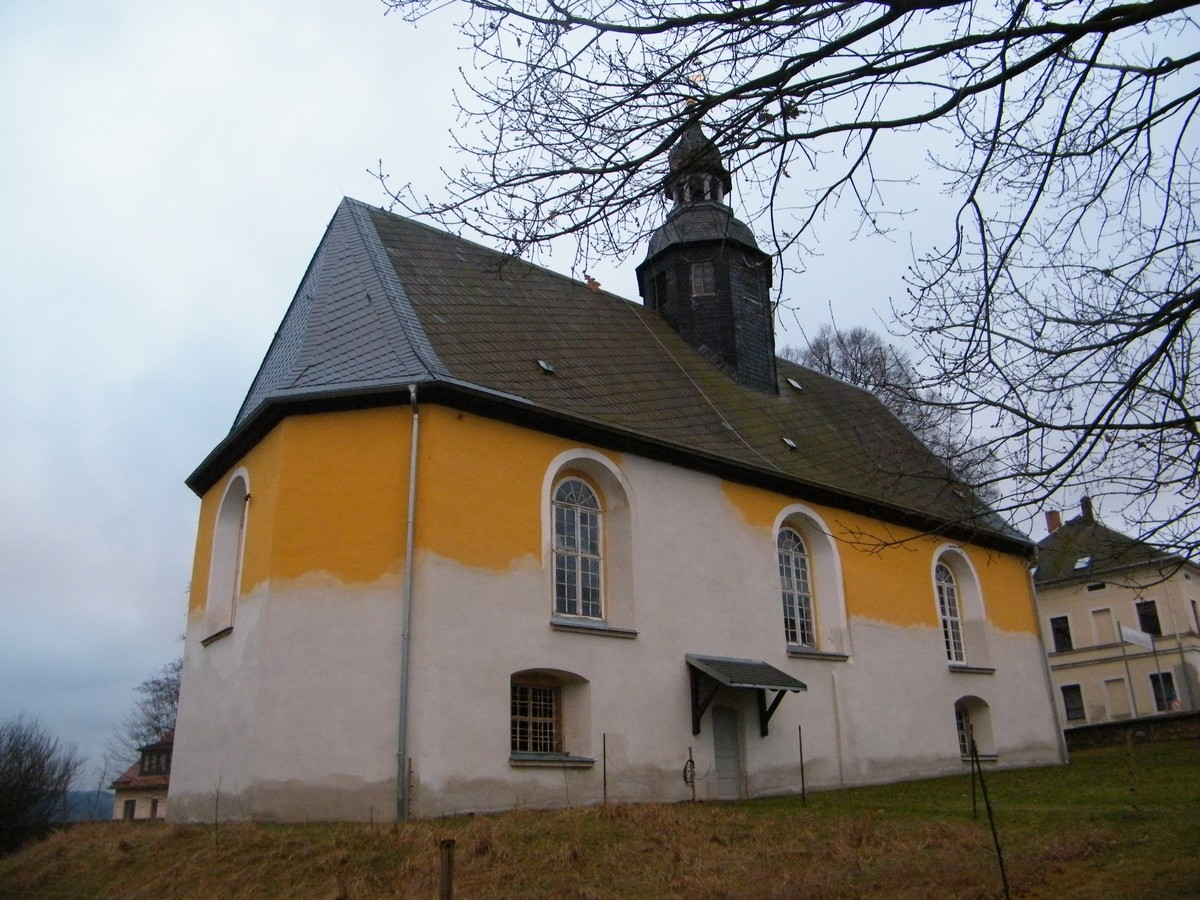
Severní stěna se závěrem před rekonstrukcí
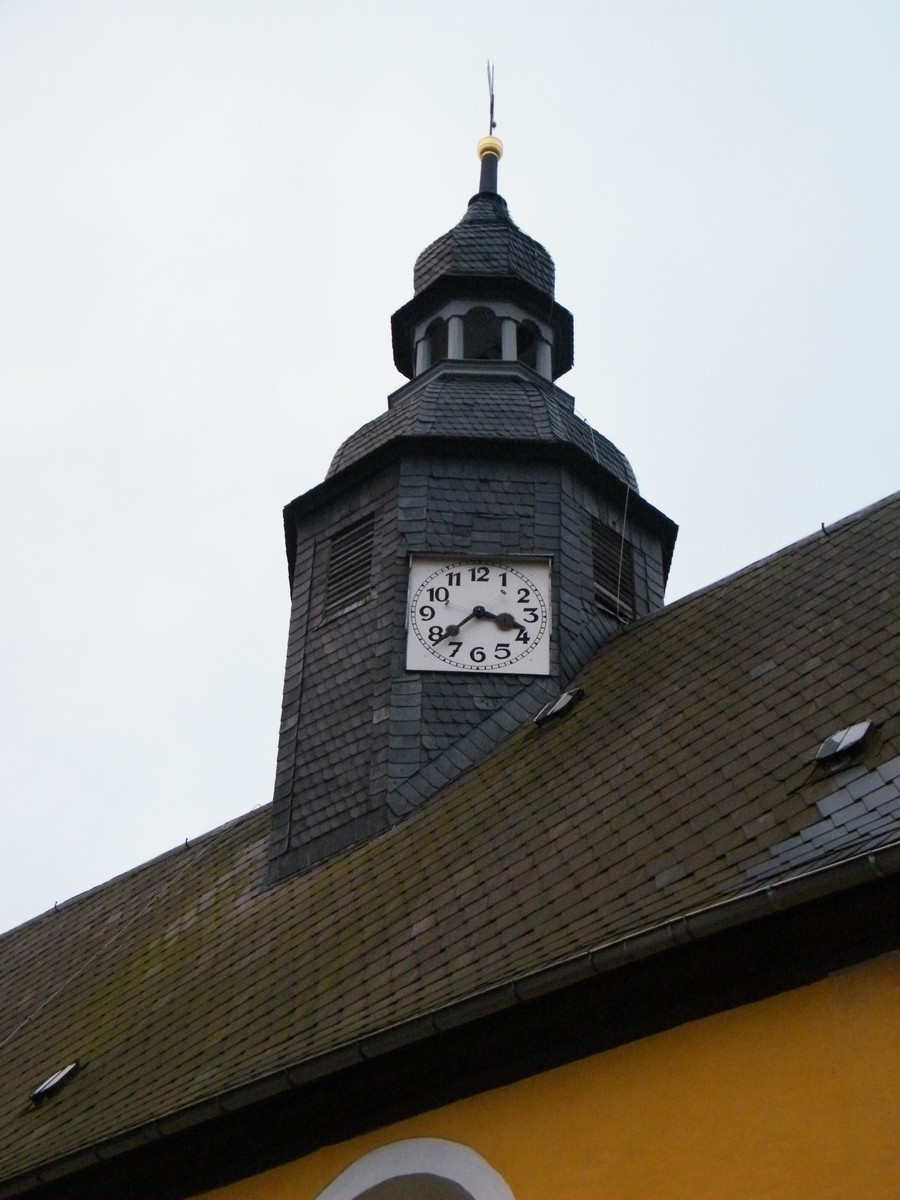
Věž s hodinami
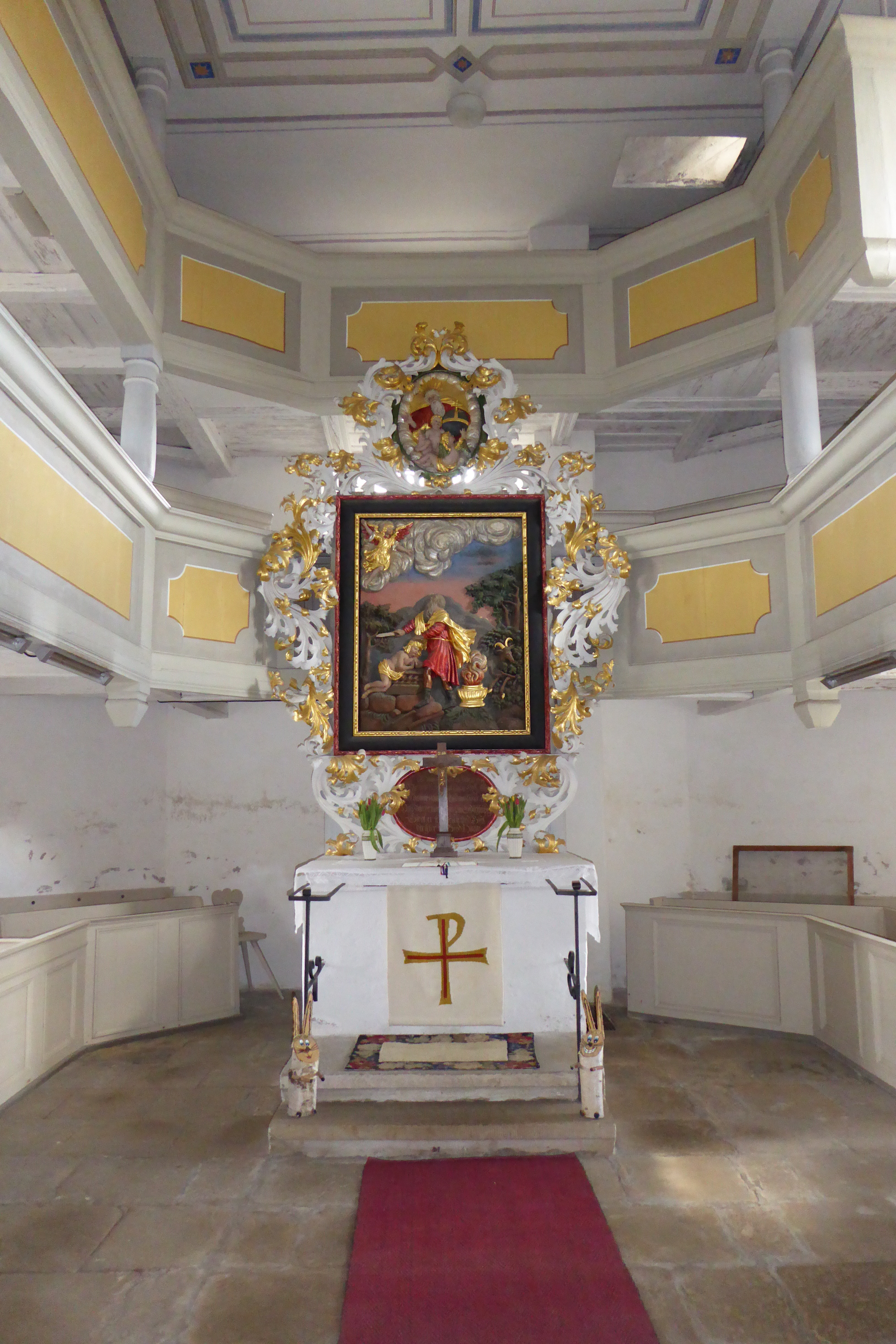
Presbytář s oltářem
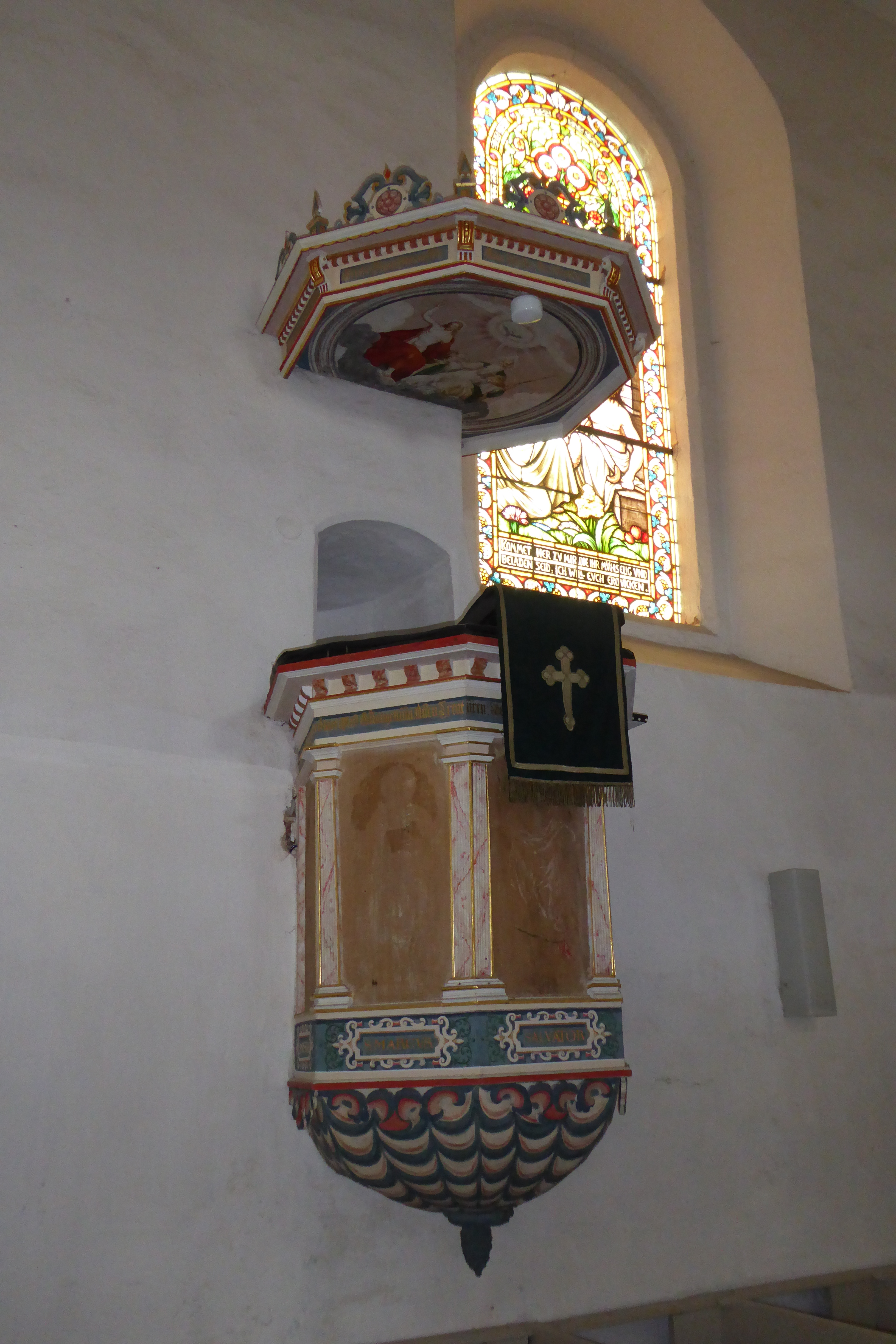
Kazatelna
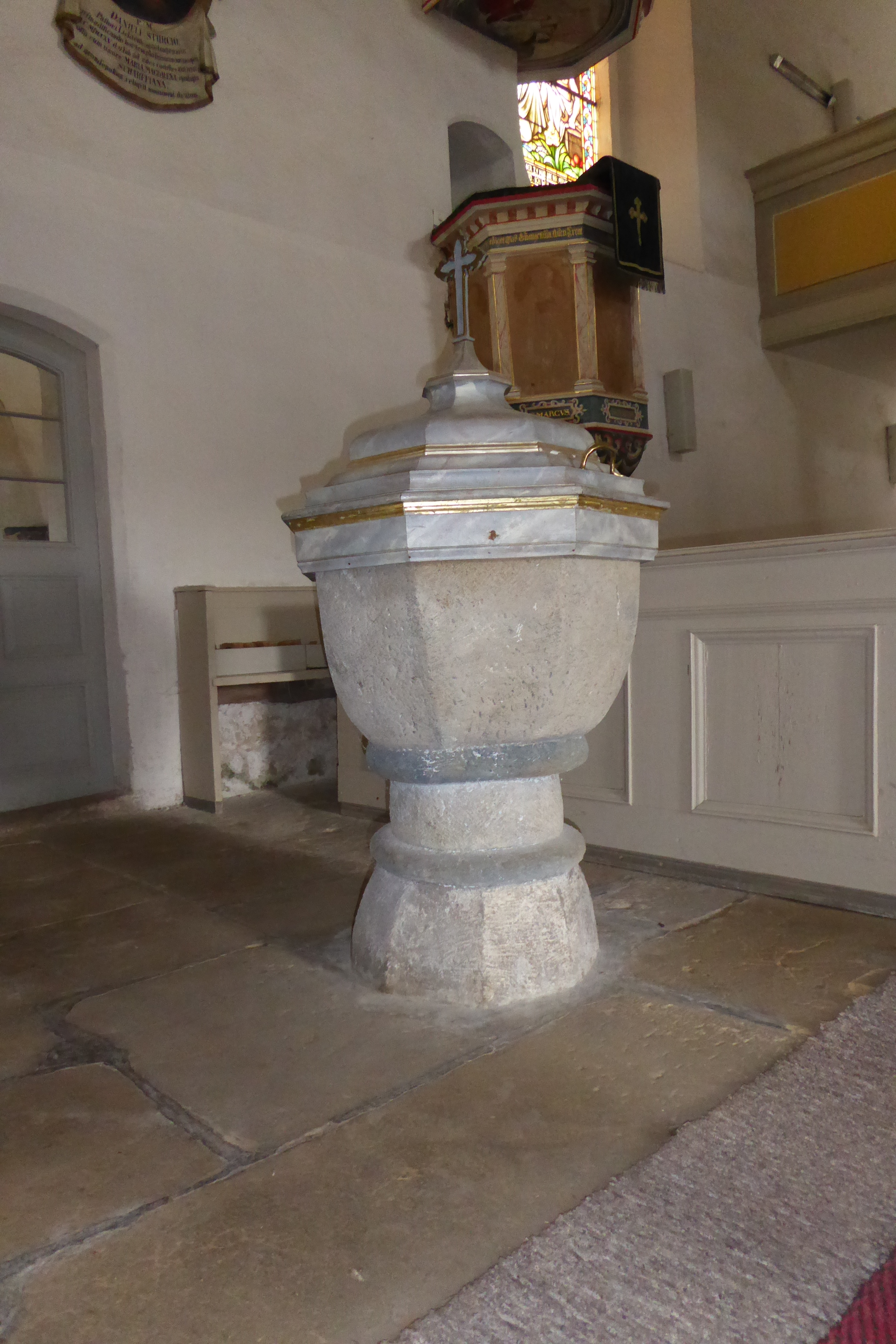
Křtitelnice
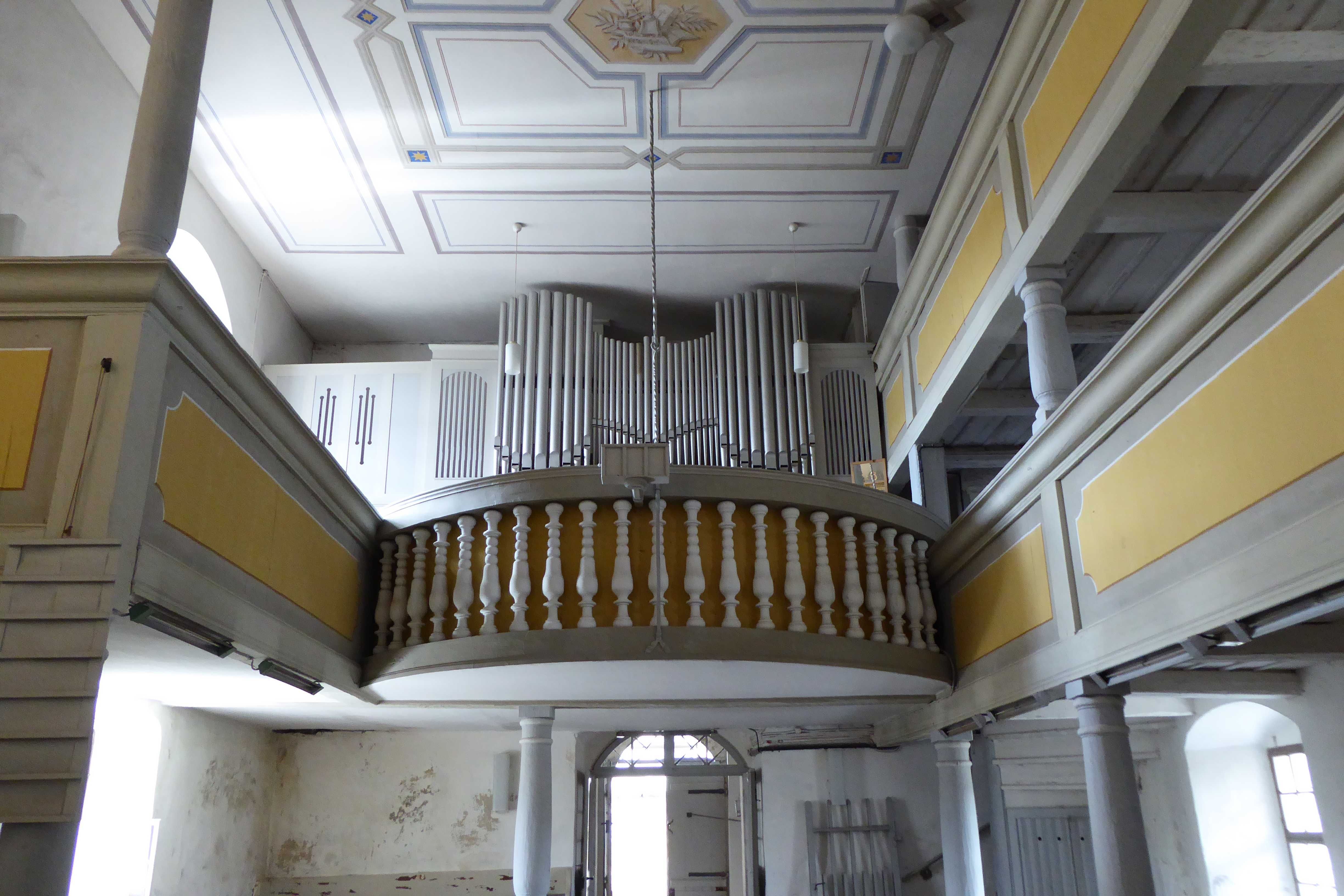
Empora s varhany
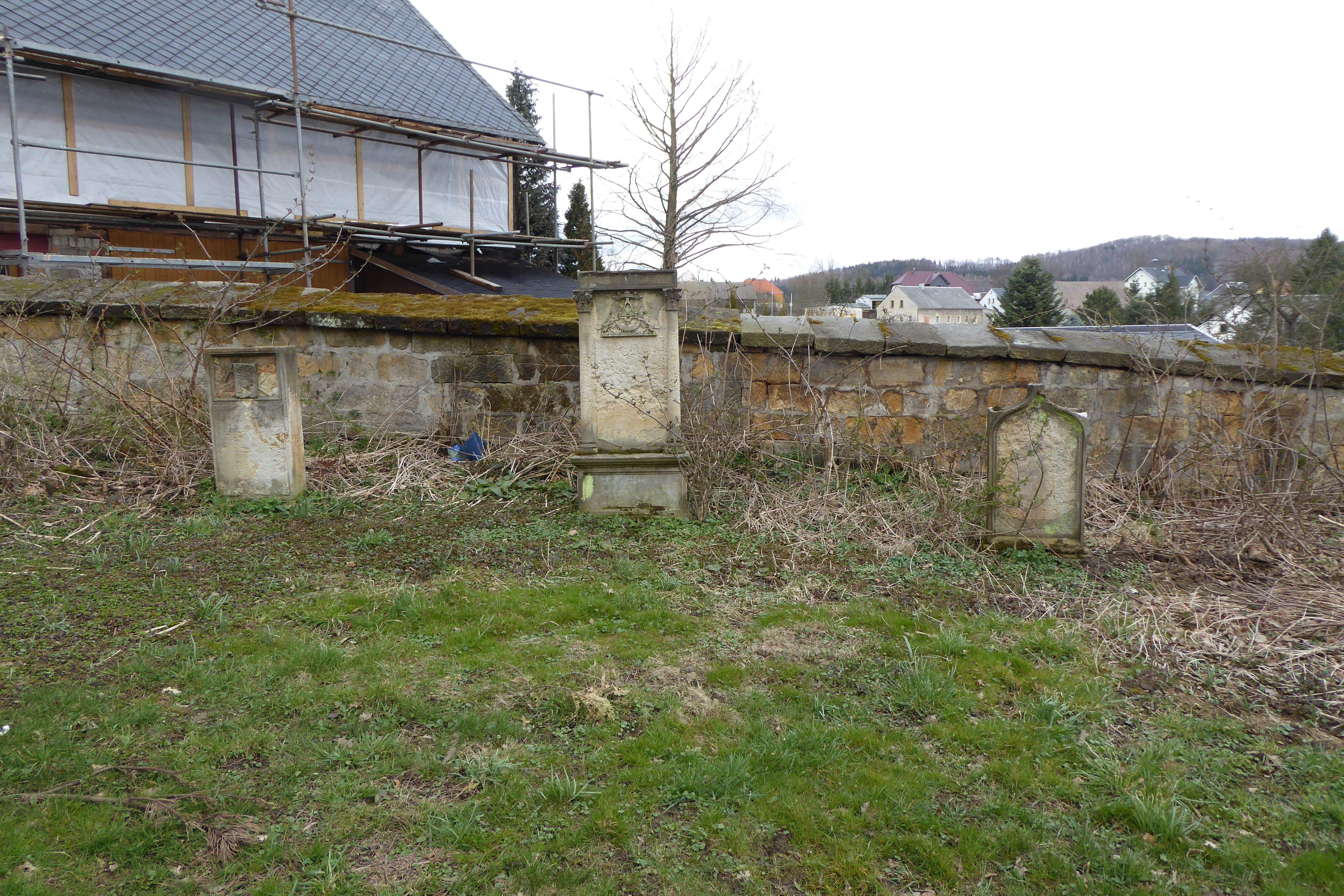
Zrušený hřbitov